# Церетелі (станція метро)
41°43′40″ пн. ш. 44°47′16″ сх. д. / 41.72778° пн. ш. 44.78778° сх. д.
Церетелі  (груз. წერეთელი; раніше офіційно груз. წერეთლის გამზირი [Церетліс гамзірі] — Проспект Церетелі) — станція Сабурталінської лінії Тбіліського метрополітену, розташована між станціями Садгуріс моедані-2 та Текнікурі універсітеті.
Спочатку офіційно іменувалася по розташуванню на проспекті Церетелі, на який виходить вестибюль. Проспект, у свою чергу, названий на честь грузинського просвітителя князя Акакія Церетелі. Відкрита у 1979.  У 2006 в ході масштабної реконструкції кількох станцій метрополітену була реконструйована.
Колонна трисклепінна глибокого закладення. Похилий хід починається зі східного торця і має тристрічковий ескалатор.

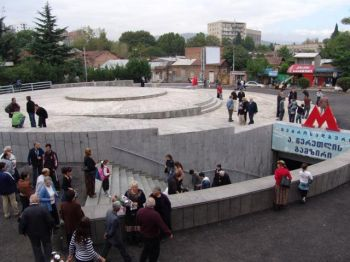
безпавільонний вестибюль

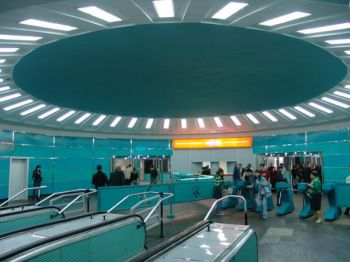

Колони оздобленні чорним мармуром. Склепіння, колійні стіни, вестибюль мають бірюзового відтінку оздоблення.

## Ресурси Інтернету
- Тбіліський метрополітен [Архівовано 19 травня 2014 у Wayback Machine.](англ.)
- Тбіліський метрополітен(груз.)